# Liste der Bodendenkmäler in Neuburg am Inn
Auf dieser Seite sind die Bodendenkmäler in der niederbayerischen Gemeinde Neuburg am Inn zusammengestellt. Diese Tabelle ist eine Teilliste der Liste der Bodendenkmäler in Bayern. Grundlage ist die Bayerische Denkmalliste, die auf Basis des Bayerischen Denkmalschutzgesetzes vom 1. Oktober 1973 erstmals erstellt wurde und seither durch das Bayerische Landesamt für Denkmalpflege geführt wird. Die folgenden Angaben ersetzen nicht die rechtsverbindliche Auskunft der Denkmalschutzbehörde.

## Bodendenkmäler der Gemeinde Neuburg am Inn

### Gemarkung Eglsee
| Lage              | Objekt                                                                     | Akten-Nr.     | Bild |
| ----------------- | -------------------------------------------------------------------------- | ------------- | ---- |
| Eglsee (Standort) | Siedlung vor- und frühgeschichtlicher oder mittelalterlicher Zeitstellung. | D-2-7446-0103 |      |
| Eglsee (Standort) | Siedlung vor- und frühgeschichtlicher oder mittelalterlicher Zeitstellung. | D-2-7546-0022 |      |
| Eglsee (Standort) | Siedlung vor- und frühgeschichtlicher oder mittelalterlicher Zeitstellung. | D-2-7546-0023 |      |

### Gemarkung Neuburg a.Inn
| Lage                     | Objekt | Akten-Nr.     | Bild |
| ------------------------ | --- | ------------- | ---- |
| Neuburg a.Inn (Standort) | Spätlatènezeitliche Viereckschanze Alte Schanze. Siehe auch: Abschnittsbefestigung Schanzel (Neuburg am Inn) | D-2-7446-0104 |      |
| Neuburg a.Inn (Standort) | Vorgeschichtliche Abschnittsbefestigung. | D-2-7446-0105 |      |
| Neuburg a.Inn (Standort) | Mittelalterlicher Turmhügel Neufels. Siehe auch: Burgruine Neufels (Neuburg am Inn) | D-2-7446-0106 |      |
| Neuburg a.Inn (Standort) | Abschnittsbefestigung vor- und frühgeschichtlicher Zeitstellung. Siehe auch: Abschnittsbefestigung Hochschanze | D-2-7446-0107 |      |
| Neuburg a.Inn (Standort) | Untertägige Befunde im Bereich der mittelalterlichen und frühneuzeitlichen Burg Neuburg a. Inn mit der vorgelagerten mittelalterlichen Kleinburg Frauenhaus. Siehe auch: Schloss Neuburg am Inn, Burgruine Frauenhaus | D-2-7446-0110 |      |
| Neuburg a.Inn (Standort) | Untertägige frühneuzeitliche Befunde im Bereich der Katholischen Pfarrkirche Hl. Dreifaltigkeit in Dommelstadl, darunter die Spuren von Vorgängerbauten. Siehe auch: Dreifaltigkeitskirche (Dommelstadl)              | D-2-7446-0266 |      |
| Neuburg a.Inn (Standort) | Untertägige frühneuzeitliche Siedlungsteile im Bereich der Mühlenwüstung Schwarze Sag Mühl. | D-2-7446-0271 |      |
| Neuburg a.Inn (Standort) | Untertägige frühneuzeitliche Siedlungsteile im Bereich der abgegangenen Mühle Walchmühle. | D-2-7446-0272 |      |

### Gemarkung Neukirchen a.Inn
| Lage                        | Objekt | Akten-Nr.     | Bild |
| --------------------------- | --- | ------------- | ---- |
| Neukirchen a.Inn (Standort) | Verebneter Grabhügel vorgeschichtlicher Zeitstellung. | D-2-7446-0109 |      |
| Neukirchen a.Inn (Standort) | Untertägige mittelalterliche und frühneuzeitliche Befunde im Bereich der Katholischen Pfarrkirche St. Johannes der Täufer in Neukirchen, darunter die Spuren von Vorgängerbauten bzw. älteren Bauphasen. Siehe auch: St. Johannes der Täufer (Neukirchen) | D-2-7446-0281 |      |

### Gemarkung Vornbach
| Lage                | Objekt                                                               | Akten-Nr.     | Bild |
| ------------------- | -------------------------------------------------------------------- | ------------- | ---- |
| Vornbach (Standort) | Station des Mittel- und Jungpaläolithikums. Siedlung der Latènezeit. | D-2-7546-0015 |      |